# Blauwvleugellijstergaai
De blauwvleugellijstergaai (Trochalopteron squamatum; synoniem: Garrulax squamatus) is een zangvogel uit de familie Leiothrichidae.

## Verspreiding en leefgebied
Deze soort komt voor van de Himalaya tot noordwestelijk Vietnam.

## Status
De grootte van de populatie is niet gekwantificeerd maar de soort wordt omschreven als schaars. Op de Rode lijst van de IUCN heeft deze soort de status niet bedreigd.